# Équipe d'Égypte de Coupe Davis
 (février 2025).
Si vous disposez d'ouvrages ou d'articles de référence ou si vous connaissez des sites web de qualité traitant du thème abordé ici, merci de compléter l'article en donnant les références utiles à sa vérifiabilité et en les liant à la section « Notes et références ».
L'équipe du Égypte de Coupe Davis est la sélection du Égypte pour les compétitions de Coupe Davis. Elle est placée sous l'égide de la Fédération égyptienne de tennis.

## Historique
L'équipe du Égypte de Coupe Davis fait son apparition dans la compétition en 1929 avec une victoire contre la Finlande à Helsinki, la formation étant alors composée de Jacques Grandguillot, Loutfalla Wahid et Nicolas Zahar. Ils sont battus au second tour dix jours plus tard par les Pays-Bas d'Hendrik Timmer. En 1930, ils s'inclinent contre l'Italie à Rome, puis en 1931, ils écartent de nouveau la Finlande avant de perdre face au Japon à Paris. L'Égypte est battue au premier tour de la compétition les deux années suivantes puis ne réapparait plus avant 1946. En 1953, elle accueille enfin sa première rencontre au Gezira Sporting Club au Caire contre l'Autriche. Après plusieurs années sans relief, elle obtient une première victoire marquante contre la Pologne de Tadeusz Nowicki en 1973, puis l'année suivante face à la Grande-Bretagne de John et David Lloyd, sous l'impulsion du duo Ismail El Shafei et Aly El Dawoudi.
L'Égypte obtient ses meilleurs résultats en zone Europe lorsqu'elle atteint les demi-finales en 1982 et 1985. En 1988, elle se voit rétrogradée en deuxième zone euro-africaine. Elle en atteint la finale la première année, perdue contre le Zimbabwe, puis les demi-finales en 1991, 1995 et 1996, écartant entre autres la Slovaquie de Karol Kučera et la Côte d'Ivoire de Claude N'Goran. En 1999, elle se retrouve dans le groupe III africain puis navigue régulièrement entre les deux zones. En 2018, l'équipe emmenée par Mohamed Safwat et Karim-Mohamed Maamoun remporte une victoire historique face à la Norvège en deuxième division continentale, la première à ce stade de la compétition depuis 22 ans. Ils enchaînent en battant le Danemark mais s'inclinent en demi-finale contre la Finlande.

## Joueurs de l'équipe
- Mohamed Safwat
- Nicolas ZAHAR (1893 à Alexandrie-1980 à Paris)
- Karim-Mohamed Maamoun
- Sherif Sabry
- Youssef Hossam

## Joueurs emblématiques
- Adly El Shafei (père d'Ismail) : 11 victoires pour 21 défaites en 14 rencontres pendant 10 ans.
- Nicolas Dimitri Zahar: d'origine libanaise, il joua pour l'Égypte au plus haut niveau, y compris contre les mousquetaires français Borotra, Lacoste et Cochet. Il emmena son équipe en quart-finale de Coupe Davis en 1929, il participa aux tournois de Wimbledon, Roland-Garros et fut même qualifié pour les Jeux Olympiques de 1936.
- Ismail El Shafei : 23 victoires pour 19 défaites en 17 rencontres pendant 10 ans.
- Ahmed El Mehelmy : 22 victoires pour 23 défaites en 17 rencontres pendant 10 ans.
- Tamer El Sawy : 22 victoires pour 23 défaites en 16 rencontres pendant 9 ans.
- Amr Ghoneim : 24 victoires pour 30 défaites en 29 rencontres pendant 13 ans.
- Karim Maamoun : 30 victoires pour 31 défaites en 31 rencontres pendant 12 ans.
- Mohamed Mamoun : 20 victoires pour 18 défaites en 23 rencontres pendant 9 ans.

## Historique des capitanats
- Nicolas ZAHAR (années 20' et 30')
- Khaled Baligh (1995-1999, 2002-2006, 2013-2014)
- Tamer El Sawy (2011-2012)
- Mohamed Mamoun (2015-2016)
- Mostafa Naim Dalam (2007-2010, depuis 2017)